# Сувлыузяк
Сувлыузяк, в среднем течении Карасаз и Яшель, в верховьях Магнитный Ключ — река в России, протекает по Баймакскому и Абзелиловскому районам Башкортостана. Длина реки составляет 32 км.
Начинается на северном клоне горы Янгузяй, течёт в общем северо-восточном направлении, сначала по залесенным горам до села Кусеево, далее — по открытой местности. Устье реки находится в 65 км по правому берегу реки Большой Кизил на высоте 353,8 метра над уровнем моря.
Основные притоки — Аксинья (пр), Сувашбаш (лв), Фарузаелга (лв).

## Данные водного реестра
По данным государственного водного реестра России относится к Уральскому бассейновому округу, водохозяйственный участок реки — Урал от Магнитогорского гидроузла до Ириклинского гидроузла. Речной бассейн реки — Урал (российская часть бассейна).
Код объекта в государственном водном реестре — 12010000312112200002110.